# Bongaree
Bongaree är en del av en befolkad plats i Australien. Den ligger i kommunen Moreton Bay och delstaten Queensland, omkring 45 kilometer norr om delstatshuvudstaden Brisbane.
Närmaste större samhälle är Deception Bay, omkring 18 kilometer sydväst om Bongaree. 
Genomsnittlig årsnederbörd är 1 434 millimeter. Den regnigaste månaden är januari, med i genomsnitt 283 mm nederbörd, och den torraste är oktober, med 22 mm nederbörd.